# Plutarco di Atene
Plutarco di Atene (metà del IV secolo – 431 o 432) è stato un filosofo greco antico neoplatonico, successore della scuola di Atene fondata da Platone, legata per mezzo di lui e per il tramite di Prisco con quella siriaca.
Ebbe tra i suoi discepoli Siriano di Atene, che fu a sua volta maestro di Proclo.
Plutarco di Atene scrisse un commento al Parmenide di Platone, nel quale faceva corrispondere un livello di realtà o ipostasi ad ogni distinzione ideale del mondo intelligibile operata da Platone, sulla base della veridicità o meno delle conclusioni a cui ognuna di quelle distinzioni conduceva. Egli ritenne veri cinque piani della realtà:
1. L'Uno-Uno
2. L'Intelligenza o Uno-Molti
3. L'Anima (l'Uno e Molti)
4. Le molte Forme materiali in relazione all'Uno
5. La materia (i molti)